# コウホネ
コウホネ（河骨、学名: Nuphar japonica）はスイレン科コウホネ属に属する水草の1種である。底泥中を横に這う地下茎から葉を伸ばし、ふつう水面より上に葉を立ち上げるが (抽水葉; 図1)、水面に浮かべる浮水葉をつけることもある。また水中の沈水葉は細長い。夏になると、長い花柄の先に直径3–5センチメートルほどの黄色い花を咲かせる（図1）。日本固有種ともされ、北海道から九州の浅い池や沼に生育する。
「コウホネ (河骨)」の名の由来は、底泥中を這う白い地下茎が骨のように見えるためとされることが多い (異説もある)。この地下茎を乾燥させたものは川骨（せんこつ）とよばれ、生薬とされる。

## 特徴
多年生の水生植物であり、高さは水深によって異なる。地下茎 (根茎) は白くて太く肥大しており、直径1–3センチメートル (cm)、水底の泥中を横に這い、茶褐色の葉痕があり、古い部分は黒褐色をしている。根茎の先端部から葉柄が束生し、葉には沈水葉と水上葉があるが、流水域では沈水葉だけをつけることもある。沈水葉の葉柄は短く、葉身は細長く 10–50 × 6–18 cm、薄い膜質で葉縁は波打つ。水上葉の葉柄は長く、直径 3–9(–14)ミリメートル (mm)、葉身は狭卵形から長楕円形、(12–)20–50 × (5–)10–20 cm、基部は矢じり形、葉脈は羽状で側脈は18–44対、革質で表面は無毛、光沢がある濃緑色、裏面は若いときに少し毛がある (下図2a)。北日本のコウホネは沈水葉、水上葉ともに細長く、本州中部以南のコウホネの葉は短い長卵形である傾向がある。水深の浅い場所では水上葉は鋭角に立ち上がって抽水葉になるが (図1, 2a)、深い場所では浮水葉となる (下図2b)。ただし流水域では、沈水葉のみをつけることもある。冬季には水上葉は枯れ、水中葉のみを残す。
花期は6–10月、長い花柄 (直径 3–6 mm) が地下茎から生じて水上へ伸び、その先端に直径 3–5 cm で上向きに咲く黄色いカップ状の花を1個つける (図1, 2c, d)。数日開花し、雌性先熟 (雌しべが成熟した後に雄しべが成熟する)。萼片は5枚、黄色 (まれに橙色で特に開花後期に著しい; 下記参照) で大きく花弁状 (図2d)。花弁は多数、黄色く、萼片の半分以下の長さ (図2c)。雄しべも多数、葯は長さ 3–8 mm、花糸は葯の1–2倍長 (図2d)。雌しべは1個、多数 (9–17個) の心皮からなり、柱頭盤はふつう黄色、直径 5–7 mm、深く切れ込んで星形 (図2c, d)。
花が終わると黄色だった萼片は緑色が強くなり、果実期も残る。果実は液果、緑色でつぼ形、長さ 3–6 cm、水中でくずれて多数 (26–130個) の種子を放出する。種子は倒卵形で長径 5–6 mm、褐色、種皮はなめらかある。染色体数は 2n = 34。

## 分布・生態
日本の北海道 (南西部)、本州、四国、九州に分布する。韓国、沿海州、サハリンからも報告されているが、これらは疑問視され、日本固有種ともされる。
水深が浅く泥深い湖沼や河川、水路に生育する。

## 保全状況評価
コウホネは日本全体としては絶滅危惧等に指定されていないが、河川改修、圃場整理などによって激減し、下記のように地域によっては絶滅危惧種に指定されている。以下は2022年現在の各都道府県におけるレッドデータブックの統一カテゴリ名での危急度を示している (※埼玉県・東京都・神奈川県では、季節や地域によって指定カテゴリが異なるが、下表では埼玉県は全県のカテゴリ、東京都・神奈川県では最も危惧度の高いカテゴリを示している)。
- 絶滅危惧I類: 千葉県、神奈川県※、愛知県、兵庫県、徳島県、熊本県
- 絶滅危惧II類: 茨城県、栃木県、群馬県、東京都※、大阪府、香川県、愛媛県、高知県、福岡県、佐賀県、宮崎県、鹿児島県
- 準絶滅危惧種: 岩手県、埼玉県※、石川県、福井県、長野県、滋賀県、和歌山県、鳥取県、島根県
- 情報不足: 大分県

コウホネの変種であるナガバコウホネ (下記参照) は、千葉県で絶滅危惧I類に指定されている。またコウホネが関わる雑種 (下記参照) であるナガレコウホネ (シモツケコウホネとの雑種) は栃木県で絶滅危惧II類に、サイジョウコウホネ (オグラコウホネとの雑種) は広島県で準絶滅危惧種、佐賀県で絶滅危惧II類にそれぞれ指定されている。

## 人間との関わり

### 生薬
池沼の泥中にある肥大した地下茎 (根茎) を掘り上げ、細根を切り捨て、根茎を縦割りにして天日乾燥もしくは火力乾燥したものは川骨（）とよばれ、日本薬局方に収録された生薬である。鎮咳、去痰、利尿、消炎、浄血、止血、強壮、解熱などの作用があるとされ、解熱、鎮痛を目的とした漢方方剤である調栄湯（）や治打撲一方（）に配合される。含有成分としては、アルカロイドであるヌファリジンやヌファラミンなどが知られている。

### 食用
アイヌ民族はコウホネをカパト (kapato) とよび、地下茎をアク抜き・乾燥したものを保存食とし、水で戻して汁の実として利用した。
なお、北海道空知総合振興局の樺戸郡（）の名称はこれに由来する。

### 鑑賞
コウホネは、庭園の池などで観賞用に栽培されることがある。またアクアリウムで沈水葉を鑑賞対象とすることもある。
コウホネは生け花に使用されることもある (図3a)。

### 家紋
日本の家紋の中には、コウホネの葉を模した紋として、丸い円の中にコウホネの葉を1枚だけ配した「丸輪に一河骨（）」や、コウホネの葉を3枚放射状に配した「三つ河骨（）」などさまざまなものがある (図3b)。

### 文化
「河骨」は夏の季語であり、下記のような俳句がある。
河骨の 終にひらかぬ 花盛り—山口素堂
河骨の 金鈴ふるふ 流れかな—川端茅舎
花言葉は「崇高」「秘められた愛情」「その恋は危険」。

### 名称
「コウホネ」の名は、川辺に生え、白い地下茎が白骨のように見えることから、「河の骨」の意でこの名がついたとされることが多い。ただしコウホネが初出する文献である『本草和名』(918年) では、「骨蓬」という名を引き、その和訓として加波保祢 (カハホネ) を充てている。このことから、骨蓬の音便によってこの名が生まれたとみるべきともされる。
別名として、カワホネ、ヤマバス、タイコノブチなどがある。

## 分類

### 種内分類群
コウホネの中には以下のような種内分類群が知られているが、分類学的に分けないこともある。他に園芸用として Nuphar japonica "variegata" とよばれるものが流通している。
| コウホネの種内分類群 - ナガバコウホネ Nuphar japonica var. stenophylla Miki (1937) 沈水葉が細長く、長さが幅の3–4倍ある。 - ベニコウホネ Nuphar japonica f. rubrotincta (Casp.) Kitam. (1962) = Nuphar japonica subsp. rubrotincta (Casp.) Makino; Nuphar japonica var. rubrotinctum (Casp.) Ohwi (1965); Nuphar japonicum var. crenatum subvar. rubrotinctum Casp. (1865) 萼片が黄色から橙赤色になり、雄しべも赤味を帯びる。園芸品由来であると考えられている。ベニコウホネの中には、"gigantea" とよばれるものも流通している。 |

### 雑種
日本にはコウホネ属の種が複数分布しており、その中で最も分布域が広いコウホネは、さまざまな種との雑種をつくる。下記以外にも、サイコクヒメコウホネはコウホネとヒメコウホネ、オグラコウホネの間の複雑な交雑に起源すると考えられている。
| コウホネと他種との雑種 - ナガレコウホネ Nuphar × fluminalis Shiga & Kadono (2007) コウホネとシモツケコウホネの雑種。シモツケコウホネにくらべて葉がやや幅広く、柱頭盤がやや赤味を帯び、花粉放出後の雄しべが著しく反り返る。果実はシモツケコウホネと同様に赤紫色。栃木県にみられる。 - ホッカイコウホネ Nuphar × hokkaiensis Shiga & Kadono (2007) コウホネとネムロコウホネの雑種。水深が深い場所では浮水葉をつけるが、浅い場所では抽水葉が混在する。開花後、雄しべが著しく反り返る。集団によっては花粉稔性の回復が見られる (交雑起源の種分化の進行)。北海道に見られる。 - サイジョウコウホネ Nuphar × saijoensis (M.Shimoda) Padgett & M.Shimoda (2003) コウホネとオグラコウホネ (ベニオグラコウホネ) の雑種。葉は小型 (12–24 × 7–15 cm) で卵形に近く、長さ:幅が2を超えることはなく、葉裏に毛が多い。柱頭盤の形態には変異が大きいが、いずれも赤味を帯びる。花粉稔性は50%前後。広島県西条盆地から報告されたが、本州・九州の他地域からも見つかっている。 |